# Vlasta Depetrisová
Vlasta Depetrisová (* 20. Dezember 1920 in Plzeň; † 23. Oktober 2003 ebenda) war eine tschechische Tischtennisspielerin. Sie gewann vier Goldmedaillen bei Weltmeisterschaften.
1938 verlor sie das WM-Endspiel im Einzel gegen Trude Pritzi und wurde Vizeweltmeisterin. Ein Jahr später gewann sie gegen die gleiche Gegnerin das Finale und holte Gold. Zwei weitere WM-Titel gewann sie im Doppel 1937 und 1938 jeweils mit Věra Votrubcová, mit der sie bereits 1936 bereits Silber gewonnen hatte. 1938 wurde sie mit der CSR Mannschaftsweltmeister. Im Mixed erreichte sie zweimal das Finale, 1947 mit Adolf Šlár und 1948 mit Bohumil Váňa.
1948 heiratete sie und nahm ein halbes Jahr später den Doppelnamen  Pokorná-Depetrisová an. Die Ehe wurde bald wieder geschieden. In zweiter Ehe war sie mit dem Tischtennisspieler und internationalen österreichischen Landesmeister Rudolf Vlk († 1989) verheiratet.
1993 wurde Vlková-Depetrisová vom TT-Weltverband mit dem ITTF Merit Award ausgezeichnet. Im Jahre 2015 wurde sie anlässlich der 90-Jahr-Feier des Tschechischen Tischtennisverbandes posthum in die Ruhmeshalle des tschechischen Tischtennis aufgenommen. 2017 wurde sie in die ETTU Hall of Fame aufgenommen.

## Turnierergebnisse
| Verband | Veranstaltung     | Jahr | Ort     | Land | Einzel        | Doppel        | Mixed         | Team |
| ------- | ----------------- | ---- | ------- | ---- | ------------- | ------------- | ------------- | ---- |
| TCH     | Weltmeisterschaft | 1948 | Wembley | ENG  | Halbfinale    | letzte 16     | Silber        | 3    |
| TCH     | Weltmeisterschaft | 1947 | Paris   | FRA  | letzte 16     | Viertelfinale | Silber        | 3    |
| TCH     | Weltmeisterschaft | 1939 | Kairo   | EGY  | Gold          | Halbfinale    | letzte 16     | 2    |
| TCH     | Weltmeisterschaft | 1938 | Wembley | ENG  | Silber        | Gold          | Viertelfinale | 1    |
| TCH     | Weltmeisterschaft | 1937 | Baden   | AUT  | Viertelfinale | Gold          | Viertelfinale | 3    |
| TCH     | Weltmeisterschaft | 1936 | Prag    | TCH  | letzte 64     | Silber        | letzte 32     |      |